# Revancha (película de 1948)
Revancha es una película musical mexicana de 1948 escrita y dirigida por Alberto Gout y protagonizada por Ninón Sevilla, David Silva y Agustín Lara. Esta cinta está basada en el bolero homónimo de Agustín Lara. 

## Argumento
Rafael (David Silva) es un hombre honesto que se ve obligado a involucrarse con unos delincuentes para salvar a su madre de una enfermedad mortal. En Veracruz conoce a la rumbera Rosa (Ninón Sevilla), que sufre al tener que soportar el acoso de unos delincuentes para salvar a su padre. Rosa encuentra apoyo en el pianista Agustín (Agustín Lara), que la ama en silencio. La vida les dará la oportunidad de redimirse a Rafael y a Rosa cuando deciden huir juntos de sus enemigos.

## Reparto
- Ninón Sevilla ... Rosa
- David Silva ... Rafael
- Agustín Lara ... Agustín
- Toña la Negra ... Toña
- Manuel Dondé ... Gilberto
- Miguel Manzano .... El Gillet
- Pedro Vargas .... (intervención musical)
- Los Ángeles del Infierno .... (intervención musical)

## Comentarios
Melodrama cabaretil-tropical con el tema del tráfico de drogas. Ninón Sevilla hace su verdadera aparición triunfal en el cine con esta cinta que marca el inicio de su asociación fílmica con el cineasta Alberto Gout.